# 나오미 스티븐스

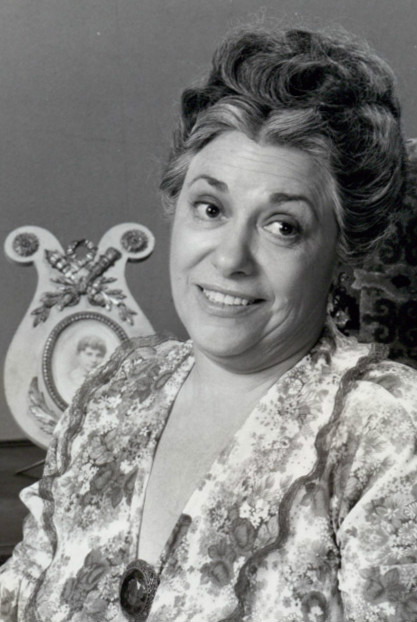

나오미 스티븐스(Naomi Stevens, 1926년 11월 29일 ~ 2018년 1월 13일)는 미국의 영화배우, 텔레비전 배우이다.
트렌턴에서 태어났다.

## 영화
- 생사의 갈림길 (1979년)
- 허슬 (1975년)
- 투쟁의 그늘 (1975년)
- 슈퍼대드 (1973년)
- 하와이언스 (1970년)
- 애인 관계 (1968년)
- 인형의 계곡 (1967년)
- 나의 세 아들 (1960년)
- 아파트 열쇠를 빌려드립니다 (1960년)
- 검은 난초 (1958년)
- 서부의 파라딘 (1957년)
- 페리 메이슨 (1957년)